# حرخوف

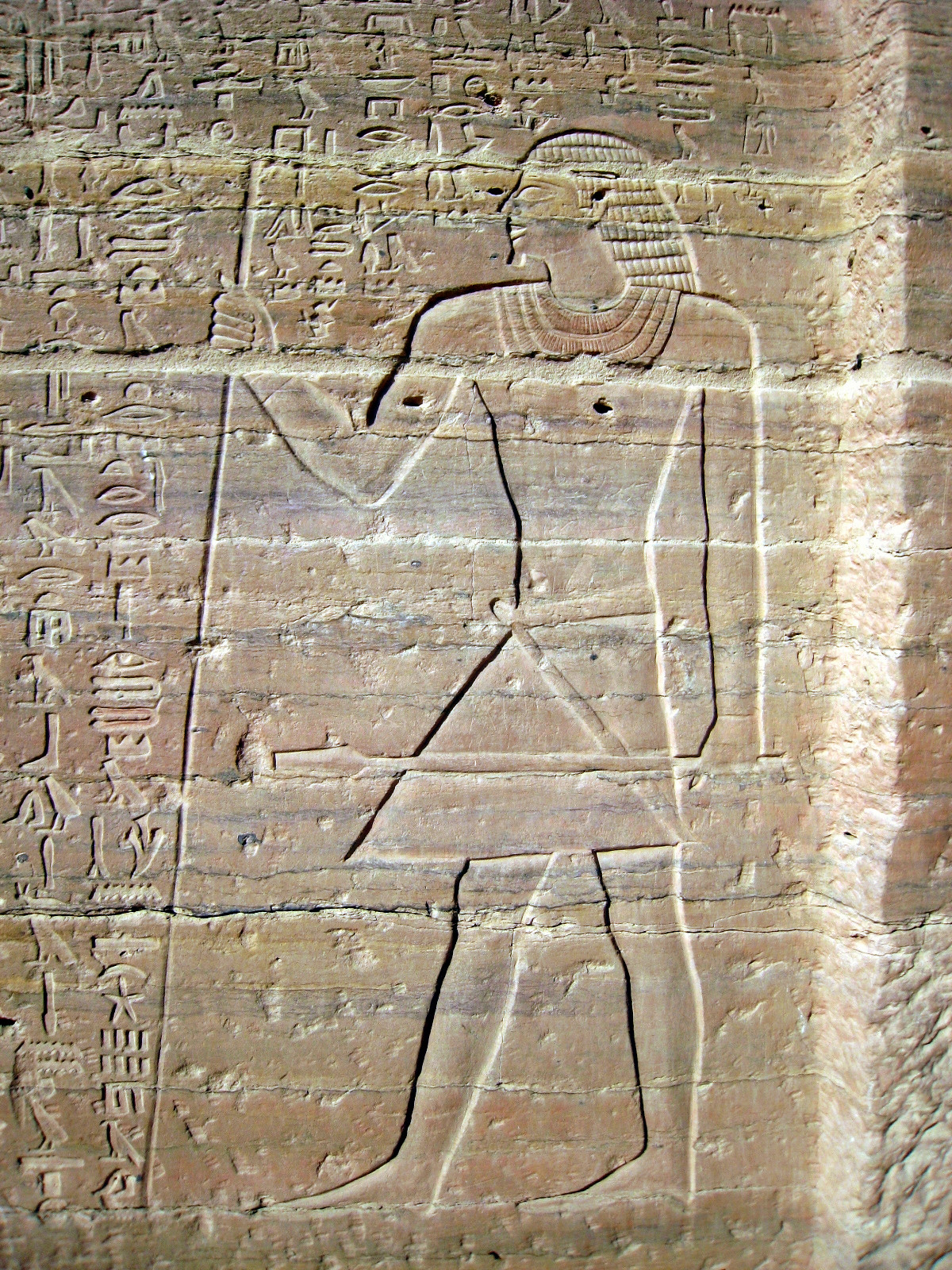
سنگ نگاره مقبره حرخوف فرماندار مصر در قبة الهوا

حَرخوف فرماندار مصر بالا در سدهٔ بیست و سوم پیش از میلاد بود. 
آگاهی‌هایی که از حرخوف به ما رسیده‌است مربوط به نوشته‌هایی از آرامگاهش در قبةالهوا در کرانهٔ باختری رود نیل در اسوان در نزدیکی نخستین آبشار بزرگ نیل است. او اهل الفانتین بوده و مرنره فرعون دودمان ششم مصر باستان وی را فرمانروای بخش جنوبی مصر بالا و سرپرست کاروان‌ها نمود. پیش از آن او به بازرگانی با نوبه می‌پرداخته‌است. او زمینه را برای تازش مصر به نوبه فراهم می‌کرده‌است. او دست کم چهار لشکرکشی را در زمان زندگیش رهبری نموده‌بود. 
او به دوردست‌ها سفرکرده و به جای باروری که امروز خارطوم خوانده می‌شود و نیل سفید در آنجا به نیل آبی می‌پیوندد رسیده‌بود. 